# Літій-залізо-фосфатний акумулятор
Літій-залізо-фосфатний акумулятор (скорочено Li-IP, LFP (літій-ферофосфат) або LiFePO
4) — це різновид літій-іонного акумулятора, що використовує залізофосфат літію як матеріал катода, і графітовий вуглецевий електрод з металевою підкладкою як матеріал анода. Через їх нижчу вартість, високу безпеку, низьку токсичність, тривалий термін служби та інші фактори, акумулятори LFP знаходять застосування в транспортних засобах, стаціонарних додатках комунального масштабу та резервному живленні. Акумулятори LFP не містять кобальту. Станом на 1 квартал 2021 року частка ринку акумуляторів типу LFP досягла 24,1%, причому китайські виробники фактично монополізували ринок, і очікується, що їхня частка зросте далі, перевищивши розповсюдження акумуляторів типу NMC у 2028 році.
Густина енергії акумулятора LFP нижча, ніж у інших поширених типів літій-іонних акумуляторів, таких як нікель-марганцево-кобальтовий (NMC) і нікель-кобальт-алюмінієвий (NCA), а також він має нижчу робочу напругу; LFP-акумулятори CATL наразі[коли?] мають ємність 125 ват-годин (Вт-год) на кг, щоправда можливі 160 Вт-год/кг за умови використання покращеної технологієї упаковки, тоді як LFP-акумулятори BYD мають 150 Вт-год/кг, порівняно з понад 300 Вт-год/кг для найкращих акумуляторів NMC. Примітно, що щільність енергії акумуляторів Panasonic 2170 NCA, які використовувалися в 2020 році в Tesla Model 3, становить близько 260 Вт-год/кг, що 70% від його значення «чистої хімії».

## Характеристики
- Питома густина енергії: 90 —160 Вт·год/кг (684–900 Дж/г)
- Об'ємна густина енергії: 220–350 Вт·год/дм³ (790 до 1260 Дж/см³)
- Об'ємна густина конструкції: 2 кг/дм³
- Число циклів заряд-розряд до втрати 20 % ємності: 2 000–7 000[11]
- Термін зберігання: до 15 років[11]
- Саморозряд за кімнатної температури: 3–5 % на місяць
- Напруга[джерело не вказане 358 днів]:
  - максимальна: 3,65 В (повністю заряджений)
  - номінальна: 3,2—3,3 В
  - мінімальна: 2,0 В (повністю розряджений)
  - робоча: 3,0-3,3 В
  - мінімальна робоча напруга (розряду): 2,5 В
- Питома потужність: > 6,6 Вт/г (за розряджання струмом 60С)
- Діапазон робочих температур: від -30 °C до +55 °C

## Історія
Вперше LiFePO4, як катод для літій-іонного акумулятора, відкрив 1996 року професор Джон Гуденаф з Техаського університету. Примітний цей матеріал був тим, що, порівняно з традиційним LiCoO2, має значно меншу вартість, є менш токсичним і більш термостійким. Головним недоліком було те, що він характеризувався меншою ємністю.
До 2003 року ця технологія практично не розвивалася, поки за неї не взялася компанія A123 Systems.
Історія A123 Systems починалася в лабораторії професора Цзяна Є-Міна з Массачусетського технологічного інституту (MIT) в кінці 2000 року. На той момент Цзян працював над створенням акумулятора, заснованого на самовідтворенні структури колоїдного розчину за певних умов. Однак на даному напрямку робіт виникли серйозні труднощі і коли в 2003 році дослідження зайшли в глухий кут, команда Цзяна зайнялася дослідженням літій-залізо-фосфатних акумуляторів.
Інвесторами в створену компанію стали такі світові корпорації, як Motorola, Qualcomm і Sequoia Capital.

## Переваги і недоліки
LiFePO4 акумулятори походять від літій-іонних, проте мають ряд суттєвих відмінностей:
- LiFePO4 забезпечує триваліший термін служби, ніж інші літій-іонні елементи;[12]
- На відміну від інших літій-іонних, LiFePO4-акумулятори, як і нікелеві, мають дуже стабільну напругу розряду. Напруга на виході залишається близькою до 3,2 В під час розряду, поки заряд акумулятора не буде вичерпано повністю. І це може значно спростити або навіть усунути необхідність регулювання напруги в електричних колах.
- У зв'язку з постійною напругою 3,2 В на виході, чотири акумулятора можуть бути з'єднані послідовно для отримання номінальної напруги на виході в 12,8 В, що наближається до номінальної напруги свинцево-кислотних акумуляторів з шістьма елементами. Це, поряд з хорошими характеристиками безпеки LFP-акумуляторів, робить їх доброю заміною для свинцево-кислотних акумуляторних батарей в багатьох галузях, таких як автомобілебудування і сонячна енергетика. З цієї ж причини, можливе використання 3,2 В LiFePO4 акумуляторів стандартного типорозміру 14500/10440 замість пари гальванічних елементів або акумуляторів типорозмірів АА/ААА 1,5 В, для чого використовується 1 LiFePO4-акумулятор, а замість другого елемента застосовується аналогічних розмірів вставка-провідник.
- Використання фосфатів дозволяє уникнути витрат кобальту і екологічних проблем, зокрема, через попадання кобальту в навколишнє середовище за неправильної утилізації.
- LiFePO4 має більш високий піковий струм (а отже, враховуючи стабільність напруги, — пікову потужність), ніж у LiCoO2.
- Питома густина енергії (енергія/об'єм) нового акумулятора LFP приблизно на 14 % нижча, ніж у нових літій-іонних акумуляторів.
- LiFePO4-акумулятори мають меншу швидкість розряду, ніж свинцево-кислотні або літій-іонні. Оскільки швидкість розряду визначається у відсотках від ємності акумулятора, то більшої швидкості розряду можна досягти в акумуляторах більшої ємності (більше ампер-годин). Однак можуть бути використані LiFePO4 елементи з високим струмом розряду (мають більшу швидкість розряду, ніж свинцево-кислотні батареї, або LiCoO2 тієї ж потужності).
- Через повільніше зниження густини енергії, через деякий час експлуатації, LiFePO4 елементи вже мають більшу густину енергії, ніж LiCoO2 і літій-іонні.
- LiFePO4 елементи повільніше втрачають ємність, ніж літій-іонні (LiCoO2 [літій-кобальт оксидні], LiMn2O4 [літій-марганцева шпінель])
- Однією з важливих переваг у порівнянні з іншими видами літій-іонних акумуляторів, є термічна і хімічна стабільність, що істотно підвищує безпеку батареї.
- Схильні до ефекту Пойкерта[en], як і інші хімічні джерела струму. Однак, вплив ефекту Пойкерта на LiFePO4 акумулятори є мінімальним, завдяки чому, ємність за розряджання протягом певного проміжку часу (позначається: C1, C5, C10, C20 тощо) майже не змінюється.
- Морозостійкість. Наприклад, для акумулятора ANR26650M1-B[13] виробника A123 Systems заявлено температурний діапазон -30 °C…55 °C для роботи і -40 °C…60 °C для зберігання.

Цей тип акумуляторів активно застосовується як буферний накопичувач енергії в системах автономного електропостачання з використанням вітрогенераторів і сонячних батарей, а також у складській техніці (траспортувальники палет, річтраки, підбирачі замовлень, комплектувальники, штабелери, вилкові електронавантажувачі, буксирувальні тягачі), підлогомийних машинах, водяному транспорті, гольфкарах, електровелосипедах, електроскутерах і електромобілях.

## Інтернет-ресурси
- Літієві акумулятори